# Identity (Zee)
Identity è l'unico album degli Zee, una breve collaborazione musicale tra il tastierista dei Pink Floyd, Richard Wright, e il musicista Dave Harris, pubblicato nel 1984.

## Il disco
L'album venne registrato presso lo Studio Rectory di Cambridge e lo Utopia di Londra. La canzone Confusion fu pubblicata come singolo, con Eyes of a Gypsy sul lato B.
Wright, che registrò l'album in un periodo in cui era stato estromesso dai Pink Floyd, in seguito considerò l'opera "un errore di sperimentazione", poiché nell'arrangiamento dei brani si scelse di utilizzare il sintetizzatore Fairlight CMI, strumento che negli anni successivi è rapidamente diventato datato.
L'album non ebbe particolare successo e il duo non pubblicò altro. Wright pochi anni dopo rientrò nei Pink Floyd, mentre Harris continuò la sua attività di musicista.
Nel 2019 l'album è stato ristampato con l'aggiunta di alcune tracce bonus.

## Tracce
Testi di Dave Harris, musiche di Richard Wright e Dave Harris.
1. Confusion – 4:17
2. Voices – 6:21
3. Private Person – 3:36
4. Strange Rhythm – 6:36
5. Cuts Like A Diamond – 5:36
6. By Touching – 5:39
7. How Do You Do It – 4:45
8. Seems We Were Dreaming – 4:57
9. Eyes of a Gypsy – 4:13

### Tracce Bonus Edizione 2019
1. Confusion 7" edit
2. Eyes of a Gypsy 7"
3. Confusion 12" re-mix
4. Eyes of a Gypsy 12"re-mix

### Disco bonus (solo edizione Box Set Deluxe)
1. Cuts Like a Diamond (early mix / demo)
2. Private Person (early mix / demo)
3. Strange Rhythm (early mix / demo)
4. Voices (early mix / demo)
5. Confusion (early mix / demo)

## Formazione
- Richard Wright – voce, tastiere, Fairlight CMI, percussioni
- Dave Harris – voce, chitarre, tastiere, Fairlight CMI, percussioni